# Pelorus (яхта)

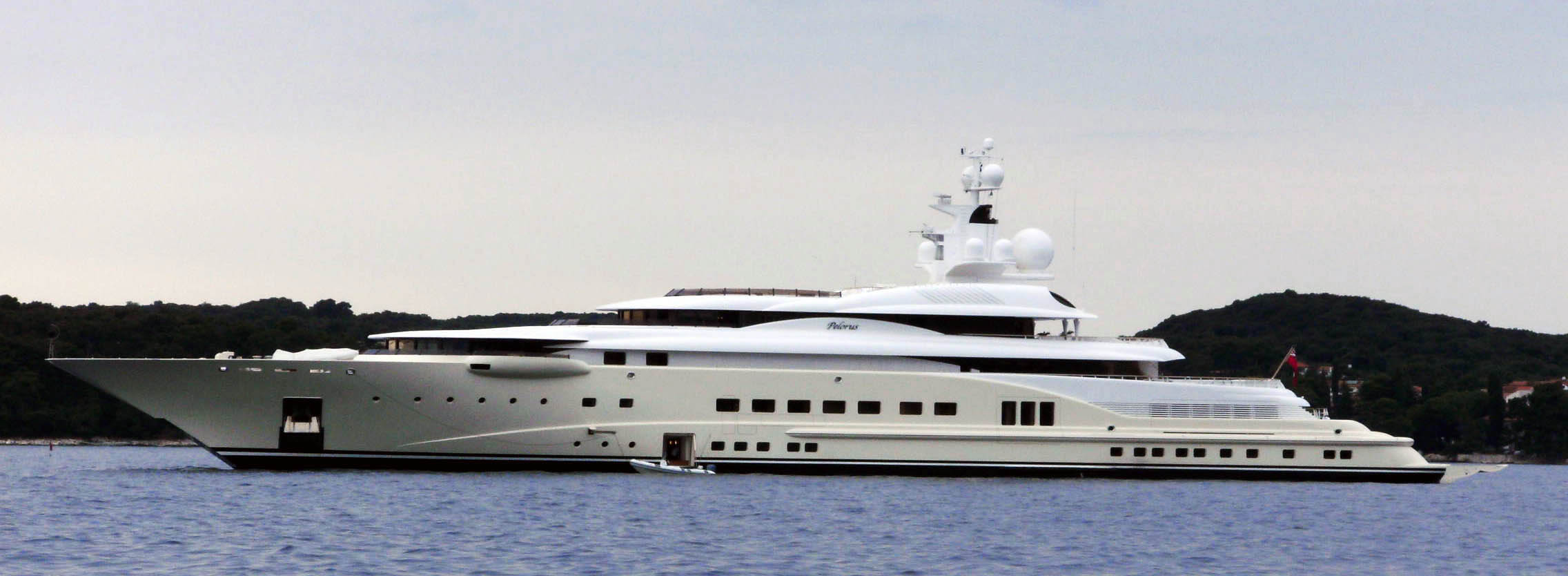
Pelorus в Хорватии

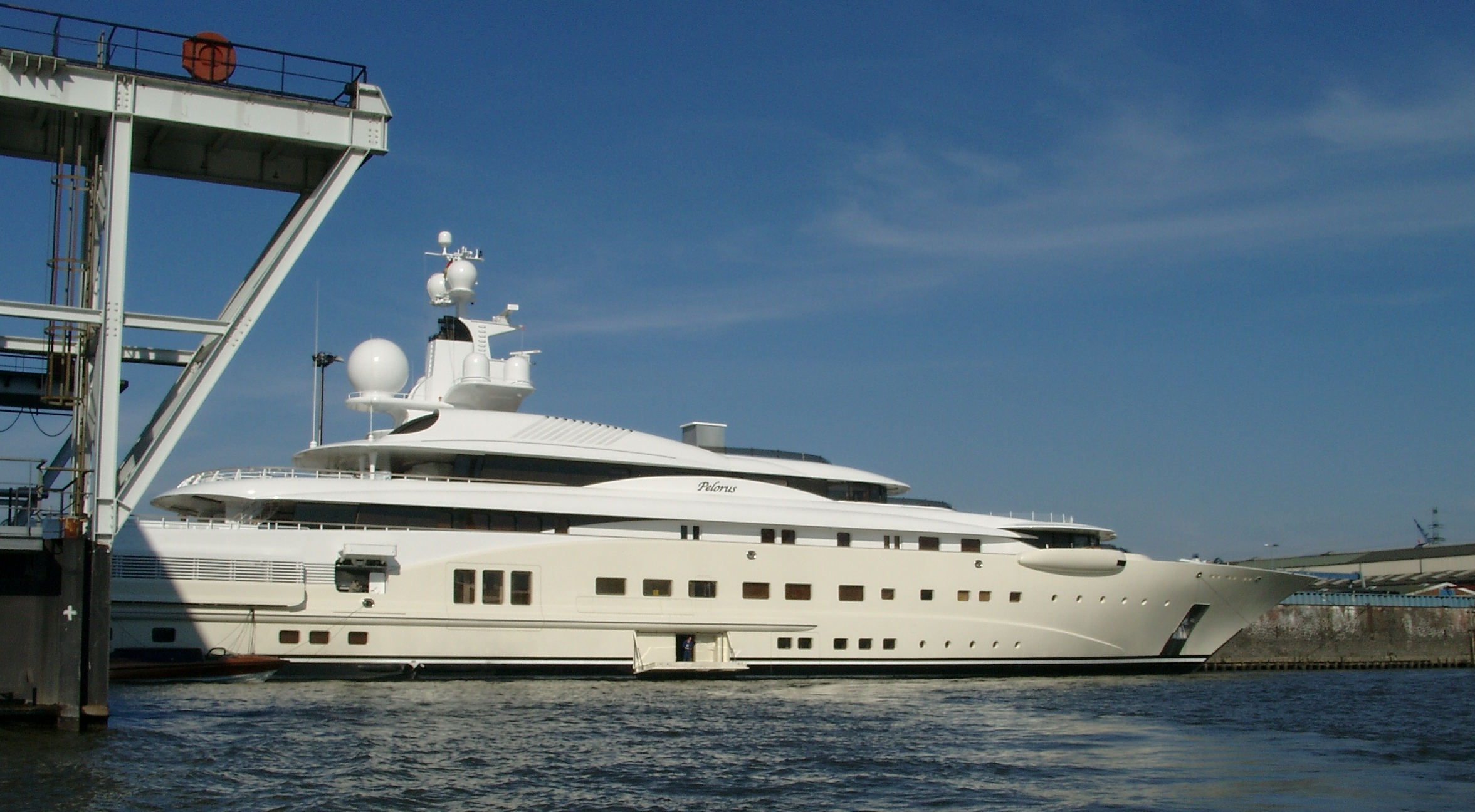
Pelorus в 2005 на модернизации Blohm & Voss

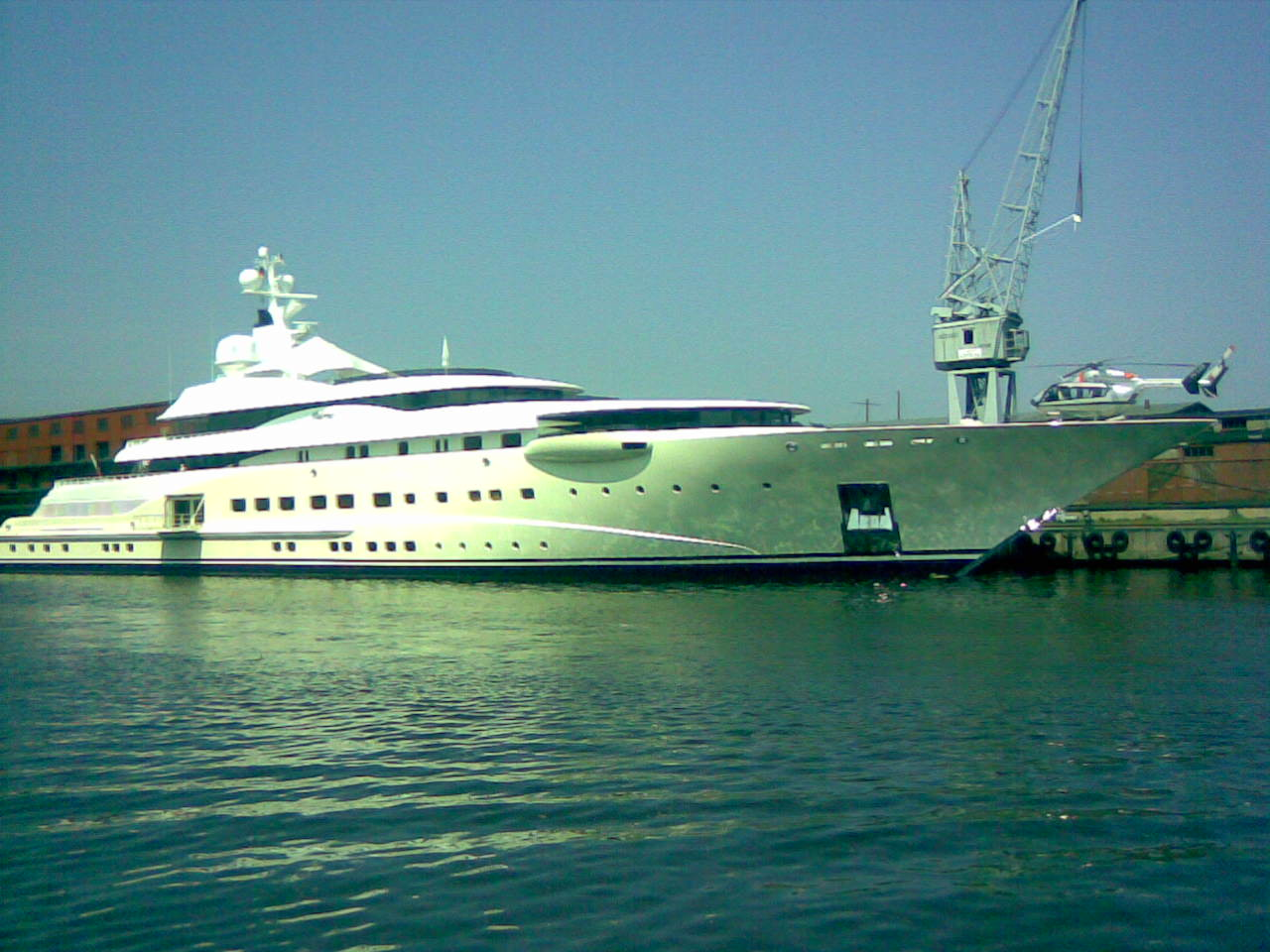
Pelorus в Любеке после модернизации с новой вертолетной площадкой (2006)

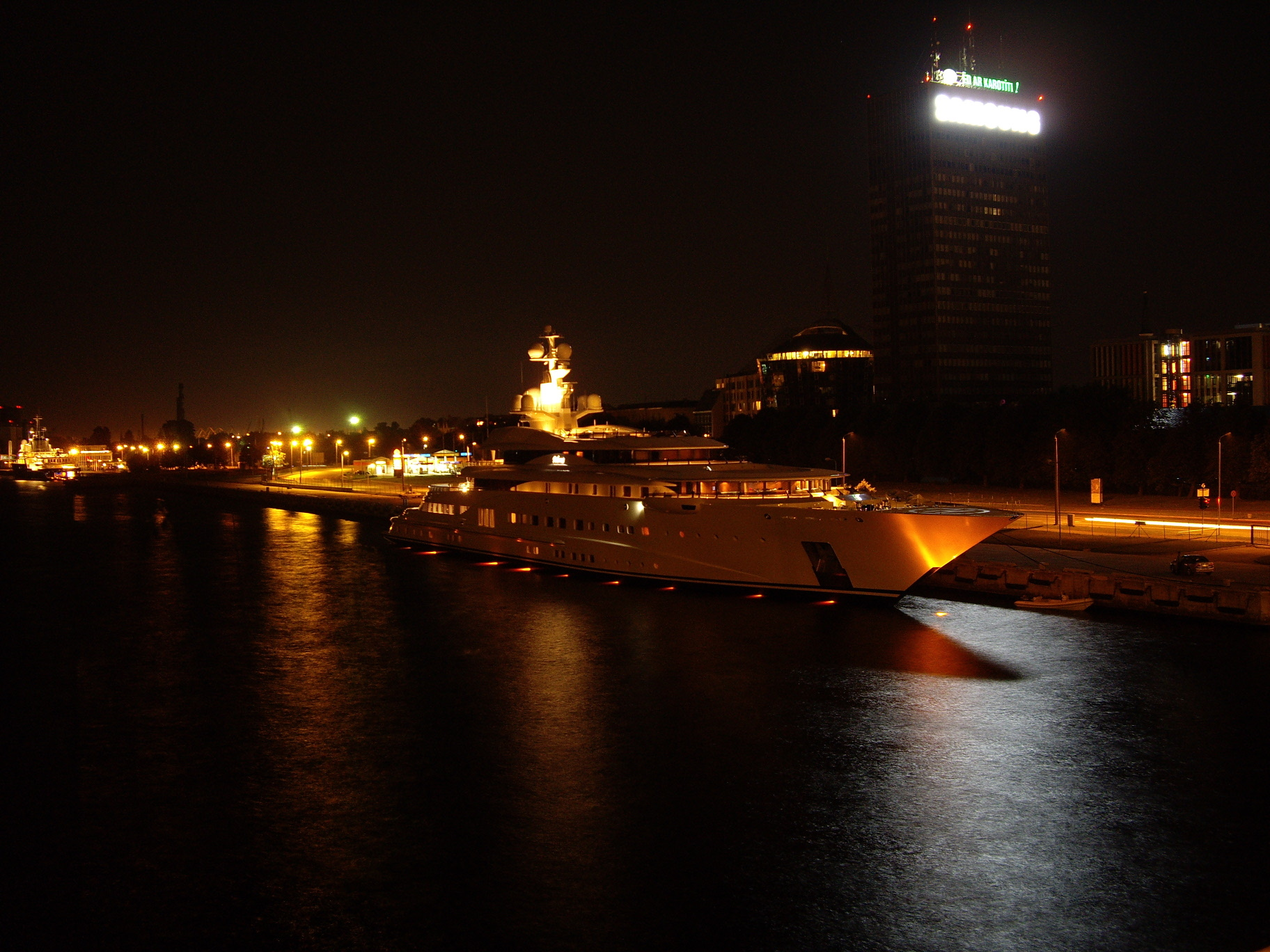
Рига, 2010

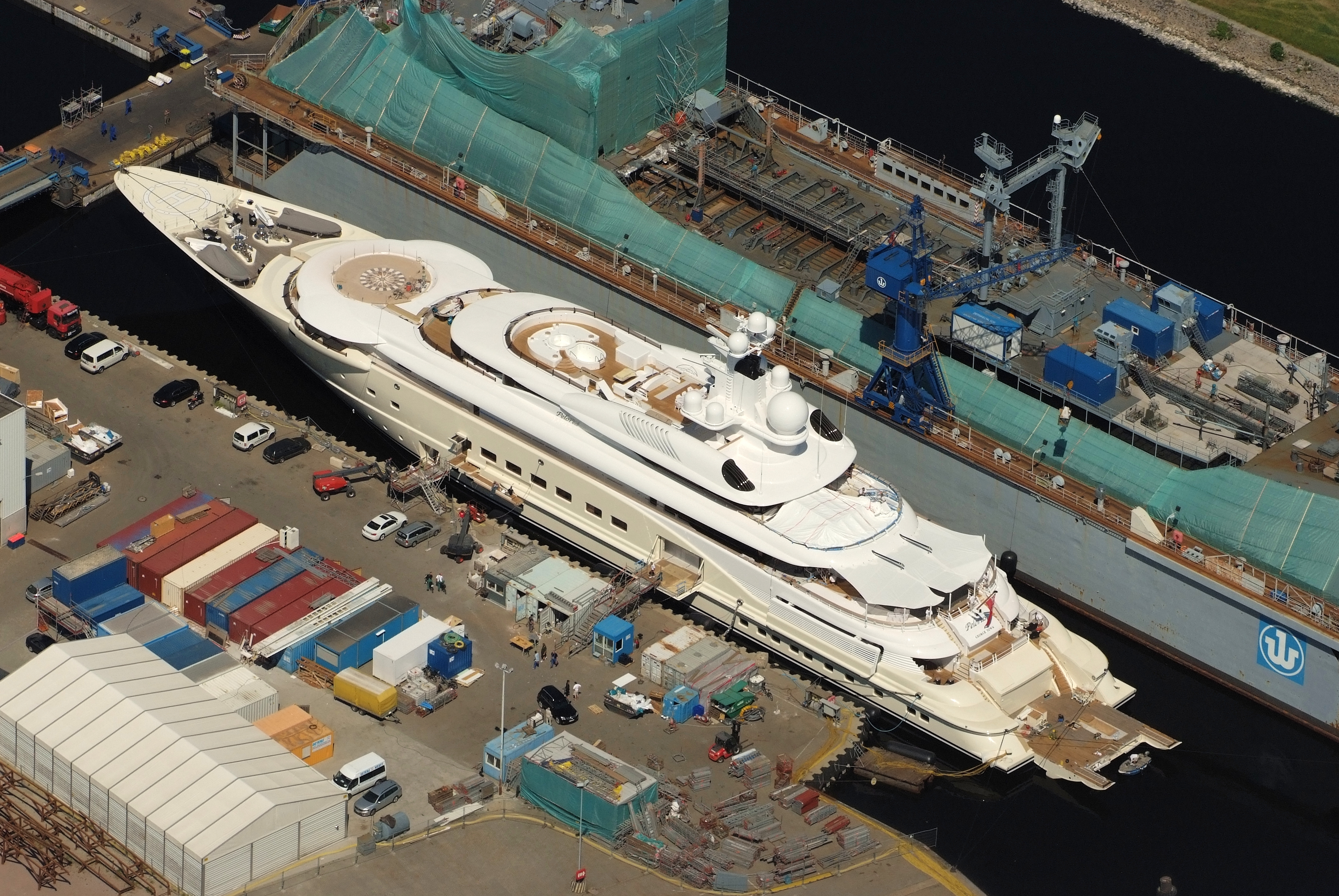
Pelorus на верфи в Вильхельмсхафен, 2012

Pelorus («Пелорус» от лат. Pelorus — «сохраняющий курс») — моторная суперъяхта длиной 115 метров. Владелец  —Дэвид Геффен (с 2011 года). Порт приписки — Гамильтон (Бермуды).
Построена на бременской верфи Lürssen по проекту Тима Хейвуда, дизайн интерьера — Теренс Дисдейл, которому Абрамович заказывает интерьеры всех своих яхт. Спущена на воду в 200З году.

## Провенанс
Первым владельцем яхты был саудовский предприниматель Шейх Мод Хассан (Sheik Mohd Hassan). В следующем году яхта была куплена Романом Абрамовичем за $300 млн. (€254 млн.). После приобретения её Абрамовичем, яхта была переоборудована на верфи Blohm & Voss за €12 млн. В ходе модернизации были добавлены вторая вертолётная площадка, четыре стояночных стабилизатора, модернизирована система выпуска отработавших газов и перестроена корма.
В 2011 году Абрамович продал «Пелорус» Дэвиду Геффену за $300 млн.

## Оснащение
«Пелорус» оснащён двумя V-образными 12-цилиндровыми двигателями «Вяртсиля» по 5500 л. с. Крейсерская скорость 12-14 узлов, максимальная скорость 19-20 узлов.
Для развлечения владельцев и гостей предусмотрены тендеры, аквабайки и подводная лодка. Для доставки гостей и владельцев с берега на яхту и обратно на борту есть вертолёт.
По сообщению британских таблоидов, яхта оснащена пуленепробиваемыми стеклами, противоракетным радаром, системой засвечивания матриц цифровых фотоаппаратов и прочим фантастическим оборудованием.
Экипаж яхты составляет 46 человек. Во время отдыха семьи Абрамовича на яхте также располагается охрана.
В 2005 в качестве подарка Абрамович приглашал отдохнуть на яхте в течение двух недель лучших футболистов Челси Фрэнка Лэмпарда и Джона Терри. Позднее Джон Терри провёл две недели медового месяца на «Пелорусе».